# Олива (Киевская область)
Оли́ва (укр. Олива) — село, входит в Иванковский район Киевской области Украины.
Население по переписи 2001 года составляло 373 человека. Почтовый индекс — 07242. Телефонный код — 4591. Занимает площадь 1,3 км². Код КОАТУУ — 3222082901.

## Местный совет
07242, Київська обл., Іванківський р-н, с. Олива